# Statue de Jan Hendrik Hofmeyr
La statue de Jan Hendrik Hofmeyr située sur Church Square au centre de la ville du Cap, Cap-Occidental en Afrique du Sud, rend hommage à Jan Hofmeyr (1845-1909), journaliste et homme politique de la colonie du Cap, fondateur de l'Afrikaner Bond.
La statue fut sculptée par Anton van Wouw et érigée au centre du Cap en juillet 1920.

## Descriptif

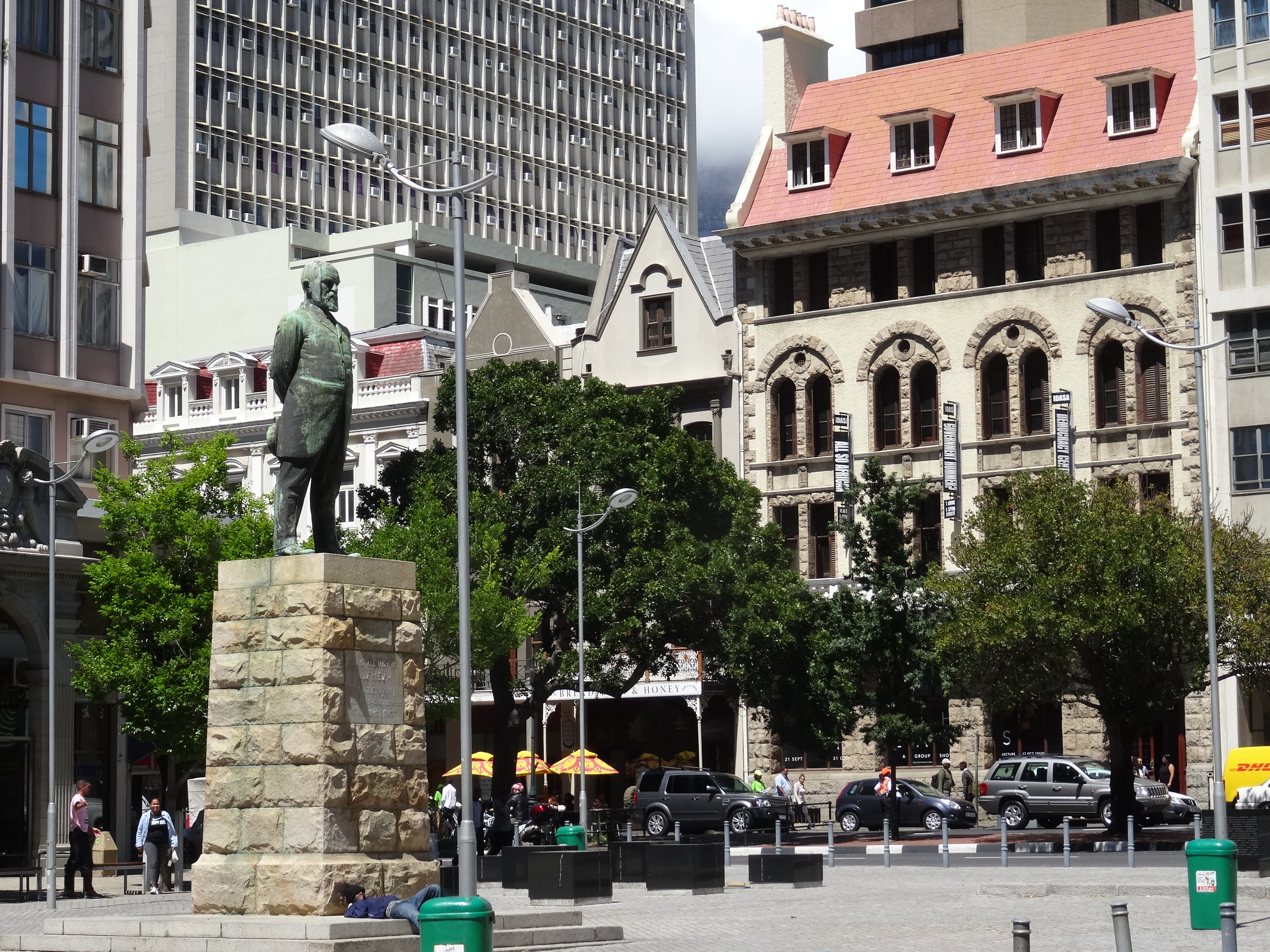
La statue de Onze Jan sur Church Square, Le Cap

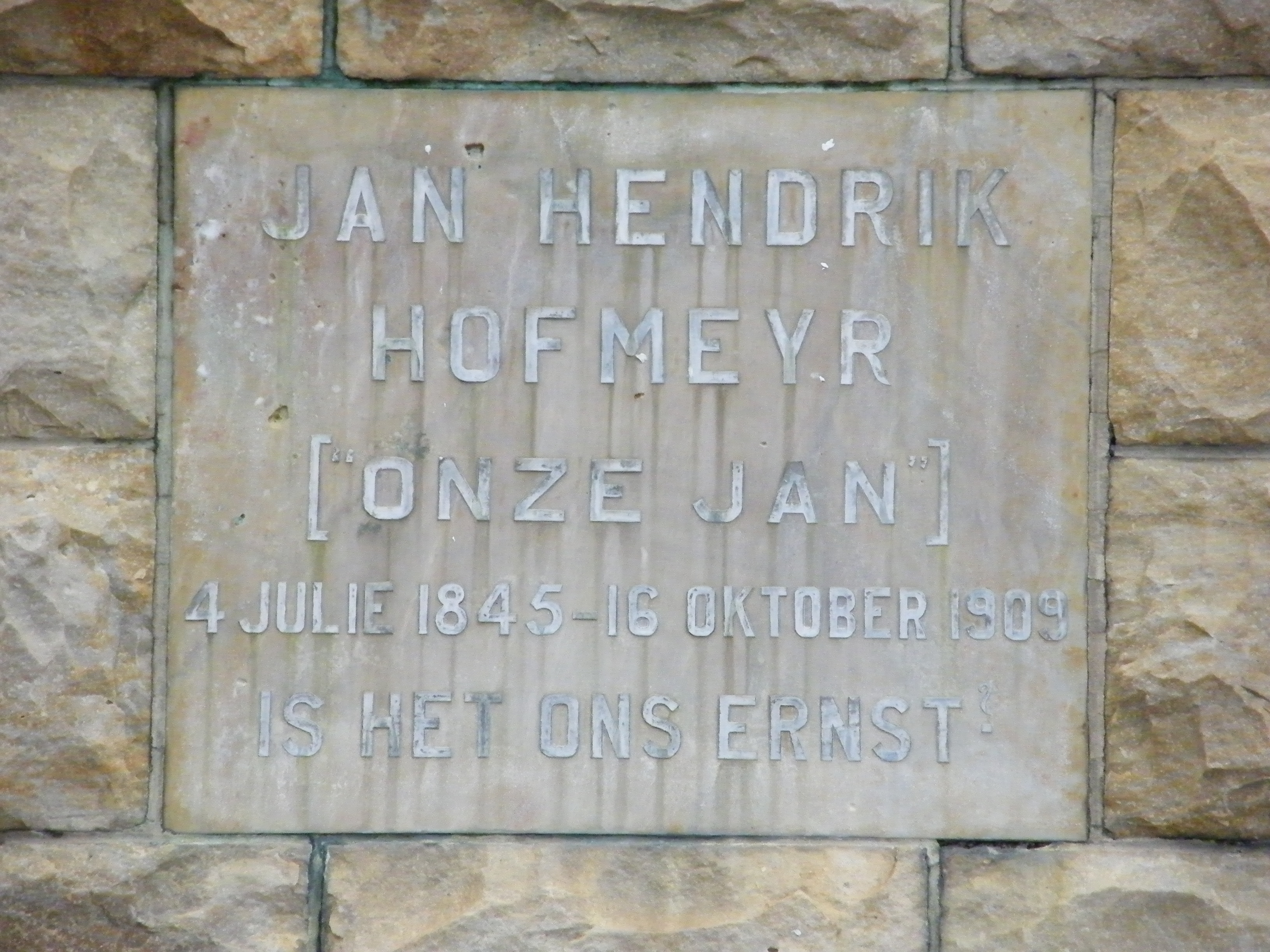
L'inscription sur le piédestal

Juchée sur un haut piédestal en pierre de 4 m de hauteur, la statue en bronze représente Jan Hendrik Hofmeyr (Onze Jan soit notre Jan), en veste longue, à l'écoute, les mains tenant son chapeau derrière le dos et les pieds légèrement écartés.
Sur le piédestal, une plaque en cuivre mentionne en néerlandais : Jan Hendrik Hofmeyr [Notre Jan] 4 juillet 1845 - 16 octobre 1909 suivi de l’épitaphe Is het ons ernst (c'est notre engagement) en référence au titre donné à un discours qu'il prononça à Stellenbosch en 1905, véritable plaidoyer pour l'utilisation générale du néerlandais dans la colonie du Cap, que ce soit dans la vie publique et privée, dans l'éducation et dans la fonction publique.

## Localisation
La statue est située au centre de Church Square, face à Parliament street, à quelque 350 mètres du parlement d'Afrique du Sud.

## Historique
Député au parlement de la colonie du Cap de 1879 à 1909, Jan Hendrik Hofmeyr fait campagne pour l'égalité des droits entre le néerlandais et l'anglais et parvient à faire reconnaitre l'usage du néerlandais au parlement à partir de 1882.
Après sa mort survenue en 1909, la société civile du Cap s'organisa pour souscrire un monument commémoratif. En 1915, le sculpteur Anton van Wouw fut recruté pour réaliser une statue. Il soumit alors deux épreuves dont l'une représentant Hofmeyr avec un parapluie à la main, qui ne fut pas retenue. Une première sculpture en plâtre fut réalisée à Johannesbourg qui servit de modèle à la statue en bronze réalisée aux Pays-Bas.
La statue de J.H. Hofmeyr fut érigée le 5 juillet 1920 sur la place de l'église au Cap en présence du ministre des mines, François Stephanus Malan.

### Époque contemporaine

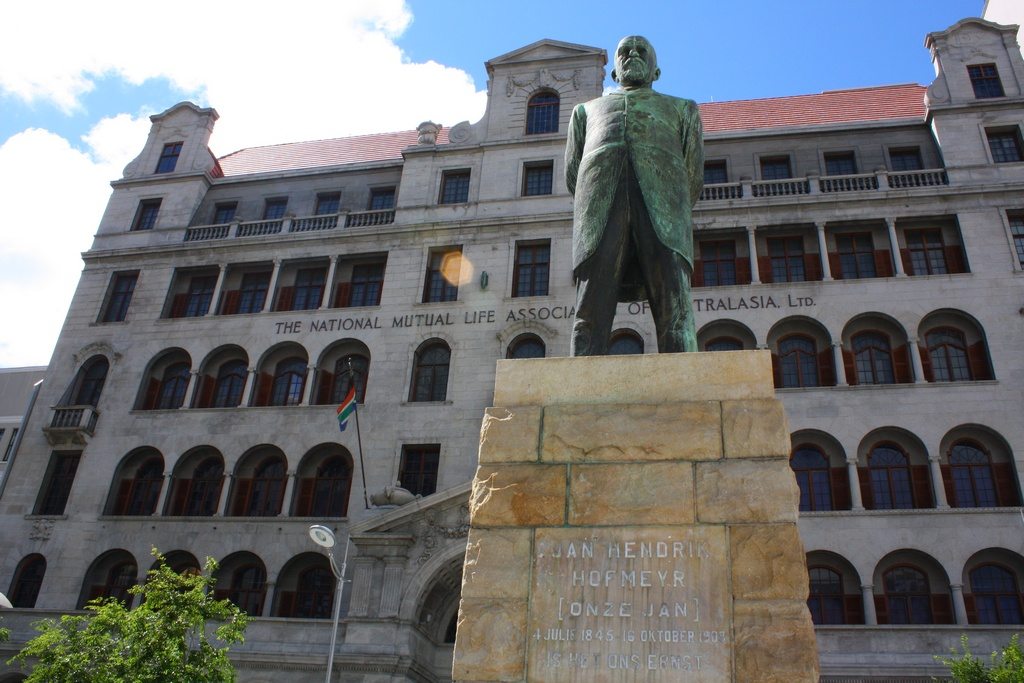
La statue sur son piédestal.

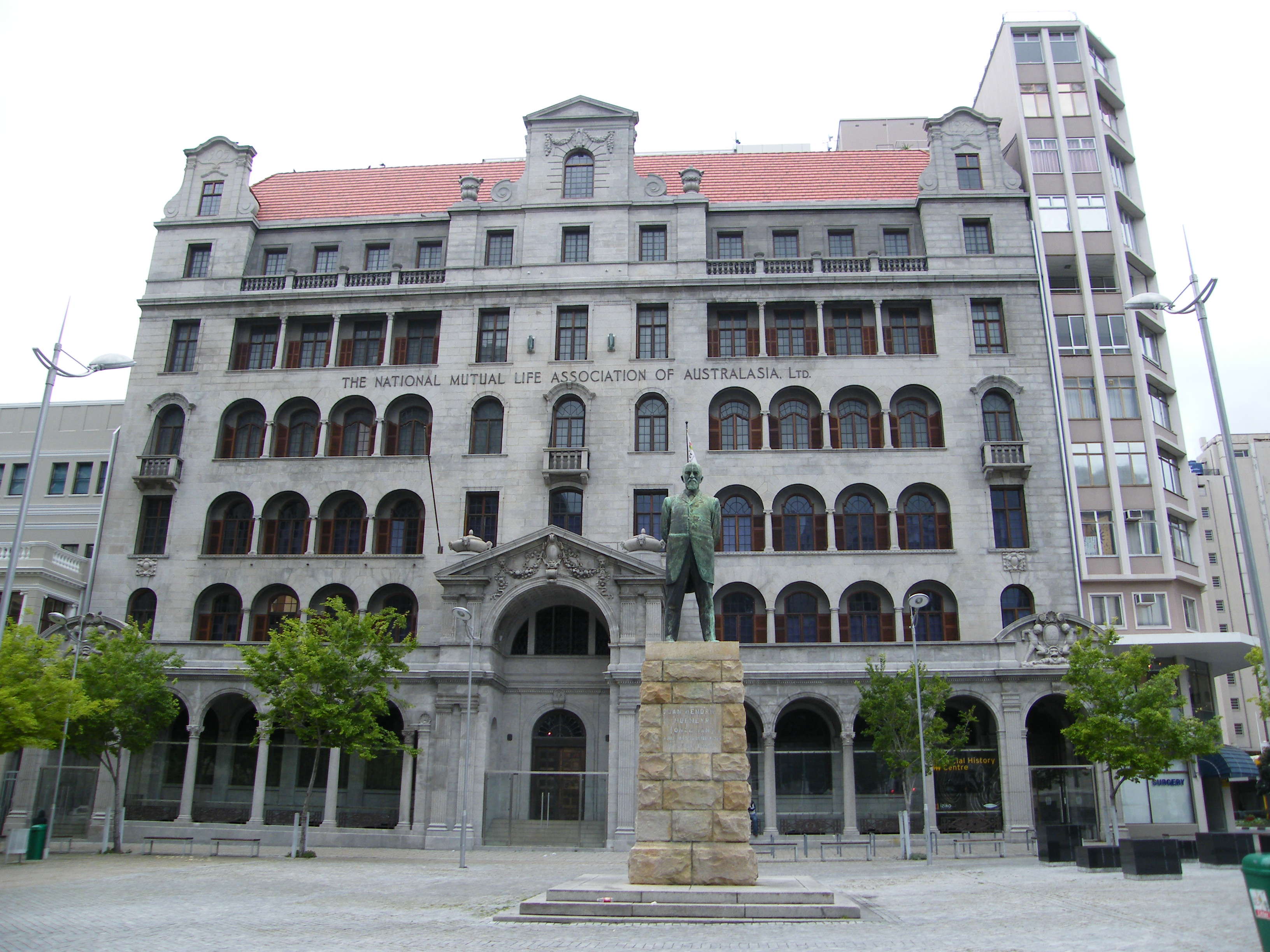
La statue devant le bâtiment de National Mutual Life.

A l'instar de nombreux monuments sud-africains représentatifs de l'histoire des Blancs d'Afrique du Sud, le  maintien sur son site actuel de la statue de Onze Jan est remis en question par les mouvements panafricanistes tels que celui de Julius Malema au motif qu'elle aurait été un symbole de l'apartheid et plus généralement de la domination blanche sur l'Afrique du Sud.